# Solanum commersonii
Espèce
Solanum commersonii est une espèce de plante herbacée tubéreuse de la famille des Solanaceae. Cette espèce, vivace par ses tubercules, est originaire d'Amérique du Sud (Argentine, Brésil, Paraguay, Uruguay). Elle est apparentée à la pomme de terre cultivée mais contrairement à celle-ci est diploïde (2n = 2x = 24). Solanum commersonii a été utilisée dans des programmes d'amélioration génétique de la pomme de terre, au prix de manipulation des niveaux de ploïdie. Elle présente divers caractères intéressants, tels la résistance à des maladies et à des ravageurs, une certaine tolérance au gel, et un taux élevé de matière sèche dans les tubercules. Ses organes végétatifs contiennent divers glycoalcaloïdes, notamment la commersonine, la démissine, la tomatine et la déhydrocommersonine